# Kanton Montréjeau
Der Kanton Montréjeau war bis 2015 ein französischer Wahlkreis im Arrondissement Saint-Gaudens, im Département Haute-Garonne und in der Region Midi-Pyrénées; sein Hauptort war Montréjeau. Sein Vertreter im Generalrat des Départements war zuletzt von 2008 bis 2015 Patrick Doucède (PRG).

## Gemeinden
Der Kanton umfasste die Wahlberechtigten aus 17 Gemeinden:
| Gemeinde            | Einwohner Jahr | Fläche km² | Bevölkerungsdichte | Code INSEE | Postleitzahl |
| ------------------- | -------------- | ---------- | ------------------ | ---------- | ------------ |
| Ausson              | 547 (2013)     | 4,39       | 125 Einw./km²      | 31031      | 31210        |
| Balesta             | 175 (2013)     | 7,16       | 24 Einw./km²       | 31043      | 31580        |
| Bordes-de-Rivière   | 497 (2013)     | 8,52       | 58 Einw./km²       | 31076      | 31210        |
| Boudrac             | 137 (2013)     | 11,64      | 12 Einw./km²       | 31078      | 31580        |
| Cazaril-Tambourès   | 87 (2013)      | 6,93       | 13 Einw./km²       | 31130      | 31580        |
| Clarac              | 594 (2013)     | 4,74       | 125 Einw./km²      | 31147      | 31210        |
| Cuguron             | 193 (2013)     | 7,07       | 27 Einw./km²       | 31158      | 31210        |
| Le Cuing            | 447 (2013)     | 13,05      | 34 Einw./km²       | 31159      | 31210        |
| Franquevielle       | 339 (2013)     | 10,88      | 31 Einw./km²       | 31197      | 31210        |
| Lécussan            | 245 (2013)     | 7,43       | 33 Einw./km²       | 31289      | 31580        |
| Loudet              | 204 (2013)     | 5,13       | 40 Einw./km²       | 31305      | 31580        |
| Montréjeau          | 2870 (2013)    | 8,21       | 350 Einw./km²      | 31390      | 31210        |
| Ponlat-Taillebourg  | 602 (2013)     | 8,6        | 70 Einw./km²       | 31430      | 31210        |
| Saint-Plancard      | 354 (2013)     | 16,09      | 22 Einw./km²       | 31513      | 31580        |
| Sédeilhac           | 58 (2013)      | 6,16       | 9 Einw./km²        | 31539      | 31580        |
| Les Tourreilles     | 381 (2013)     | 12,33      | 31 Einw./km²       | 31556      | 31210        |
| Villeneuve-Lécussan | 552 (2013)     | 16,1       | 34 Einw./km²       | 31586      | 31580        |

## Bevölkerungsentwicklung
| 1962 | 1968 | 1975 | 1982 | 1990 | 1999 | 2006 | 2011 |
| ---- | ---- | ---- | ---- | ---- | ---- | ---- | ---- |
| 7763 | 8130 | 7877 | 7787 | 7748 | 7389 | 7957 | 8121 |